# Francesc de Paula Morera i Gatell
Francesc de Paula Morera i Gatell (Tarragona, 13 de setembre de 1869 - Lleida, 1951) fou un arquitecte modernista titulat el 1899.
Era fill d'Ignasi Morera Llauradó nascut a Tarragona i de Maria Gatell i Cusidó nascuda a Valls.
Arquitecte municipal de Lleida des de 1906, és a partir d'aquesta època quan es troba la major part de la seva producció modernista. En destaquen:
- L'Ajuntament de Cervià de les Garrigues (1912)
- el Mercat del Pla (1913)
- Casa Nadal, av. de Catalunya, 3 (1915)
- Hotel Palace de Lleida (1915)[2]
- el mas Mallol Bosch de Tarragona (1920)
- Casa Prat de Lleida